# Quan hệ NATO–Nga
| Các thành viên NATO | Liên bang Nga |

Các thành viên NATO
Liên bang Nga

Quan hệ NATO–Nga, mối quan hệ giữa liên minh quân sự NATO và Liên bang Nga được thiết lập năm 1991 trong khuôn khổ Hội đồng hợp tác Bắc Đại Tây Dương. Năm 1994, Nga tham gia chương trình Đối tác vì hòa bình và kể từ đó, NATO và Nga đã ký một số thỏa thuận quan trọng về hợp tác. Theo Vladimir Putin, ông đã đề xuất ý tưởng Nga gia nhập NATO với Tổng thống Mỹ Bill Clinton vào năm 2000 trong chuyến thăm Moscow, và ông Clinton trả lời rằng ông "không bận tâm".
Hội đồng NATO-Nga được thành lập năm 2002 để xử lý các vấn đề an ninh và các dự án chung. Hợp tác giữa Nga và NATO hiện phát triển trong một số lĩnh vực chính, bao gồm: chống khủng bố, hợp tác quân sự, hợp tác với Afghanistan (bao gồm vận chuyển hàng hóa của Nga về vận tải hàng hóa của Lực lượng hỗ trợ an ninh quốc tế phi quân sự (xem hậu cần của NATO trong Chiến tranh Afghanistan) và chống lại sản xuất thuốc địa phương), hợp tác công nghiệp và vũ khí không phổ biến vũ khí.
Vào ngày 1 tháng 4 năm 2014, NATO nhất trí quyết định đình chỉ hợp tác với Liên bang Nga, để đối phó với cuộc khủng hoảng Ukraina. Vào ngày 18 tháng 2 năm 2017, Bộ trưởng Bộ Ngoại giao Nga, ông Sergey Lavrov, cho biết ông ủng hộ việc nối lại hợp tác quân sự với liên minh NATO. Vào cuối tháng 3 năm 2017, Hội đồng đã họp trước một hội nghị Bộ trưởng Ngoại giao NATO tại Brussels, Bỉ.

## Hợp tác sau chiến tranh

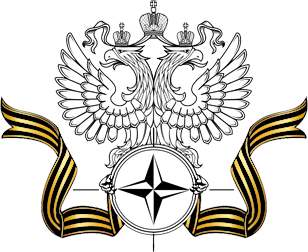
Huy hiệu của Phái đoàn Thường trực Nga tại NATO

Sau khi bức tường Berlin sụp đổ ở Đức, NATO và Liên Xô (nay là Nga) bắt đầu tham gia các cuộc đàm phán ở nhiều cấp độ, bao gồm thúc đẩy các hiệp ước kiểm soát vũ khí như Hiệp ước về các lực lượng vũ trang thông thường ở châu Âu. Bộ trưởng Ngoại giao Liên Xô Shevardnadze đã có chuyến thăm đầu tiên tới Trụ sở NATO vào ngày 19 tháng 12 năm 1989, sau đó là các cuộc đàm phán không chính thức vào năm 1990 giữa NATO và các nhà lãnh đạo quân sự Liên Xô.  Tổng thư ký NATO, Manfred Worner, sẽ đến Moscow vào tháng 7 năm 1990, để thảo luận về hợp tác trong tương lai, lần đầu tiên cho mối quan hệ Nga của NATO.
Các liên hệ và hợp tác chính thức giữa Nga và NATO bắt đầu vào năm 1991, trong khuôn khổ Hội đồng Hợp tác Bắc Đại Tây Dương (sau đổi tên thành Hội đồng Đối tác Euro-Atlantic), và ngày càng sâu sắc hơn khi Nga tham gia chương trình Đối tác vì Hòa bình vào ngày 22 tháng 6 năm 1994.
Vào ngày 27 tháng 5 năm 1997, tại Hội nghị thượng đỉnh NATO ở Paris, Pháp, NATO và Nga đã ký Đạo luật sáng lập về quan hệ lẫn nhau, hợp tác và an ninh, một lộ trình cho sự hợp tác giữa Nga và Nga. Các bên tuyên bố họ không coi nhau là đối thủ, và, dựa trên một cam kết chính trị lâu dài được thực hiện ở cấp chính trị cao nhất, sẽ cùng nhau xây dựng một nền hòa bình lâu dài và toàn diện ở khu vực Euro-Atlantic dựa trên các nguyên tắc dân chủ và an ninh hợp tác ″.
Vào tháng 12 năm 2009, NATO đã tiếp cận Nga để được giúp đỡ ở Afghanistan, xin phép liên minh bay hàng hóa (bao gồm cả quân sự) trên lãnh thổ Nga tới Afghanistan và cung cấp thêm máy bay trực thăng cho các lực lượng vũ trang Afghanistan. Cho đến nay, Nga đã từ chối các yêu cầu này, mặc dù nó vẫn tiếp tục cho phép vận chuyển các nguồn cung phi quân sự qua lãnh thổ của mình.
Vào ngày 6 tháng 6 năm 2011, NATO và Nga đã tham gia cuộc tập trận máy bay chiến đấu chung đầu tiên của họ, được đặt tên là "Vigilant Skies 2011". Kể từ sau Chiến tranh Lạnh, đây chỉ là liên doanh quân sự thứ hai giữa liên minh và Nga, với lần đầu tiên là cuộc tập trận tàu ngầm chung bắt đầu vào ngày 30 tháng 5 năm 2011.
Vào tháng 4 năm 2012, đã có một số cuộc biểu tình ở Nga về sự liên quan của đất nước họ với NATO, chủ yếu được tạo thành từ các nhóm dân tộc chủ nghĩa cực đoan và ủng hộ cánh tả Ultranationalist và Pro.
Reuters đưa tin vào tháng 2 năm 2014 rằng Nga và NATO đang vạch ra kế hoạch cùng nhau bảo vệ MV Cape Ray vì nó được sử dụng để phá hủy vũ khí hóa học của Syria.